# Isla Kubbar
Isla Kubbar (en árabe: جزيرة كبر) es una isla de Kuwait en el Golfo Pérsico. Se encuentra a unos 30 km de la costa sur de Kuwait y 29 km de la costa de la isla Failaka.
La isla tiene forma de círculo, con un diámetro de aproximadamente 380 m, su superficie es de alrededor de 11 ha. El suelo está cubierto de arena, con costas bajas y escasa vegetación. La isla está habitada por diversas formas de vida silvestre.
Se encuentran enterrados en la isla seis soldados iraquíes, muertos en la Guerra del Golfo de 1991. Sus tumbas están marcadas con discreción a la manera islámica.
Kubbar está rodeada de arrecifes de coral y por lo tanto es muy popular entre los buceadores.